# Морфологія людини
Морфологія людини — розділ фізичної антропології, підрозділяється на соматологію і мерологію.
Соматологія вивчає закономірності індивідуальної мінливості людського організму в цілому, статевий диморфізм в будові тіла, вікові зміни розмірів і пропорцій від зародкового періоду до старості, вплив різних біологічних і соціальних умов на будову тіла, конституцію людини. Цей розділ найбільш тісно стикається з медициною і має істотне значення для встановлення норм фізичного розвитку і темпів зростання, для геронтології тощо.
Мерологія вивчає варіації окремих частин організму. Порівняльно-анатомічні дослідження, що входять в мерологію, присвячені з'ясуванню подібностей і відмінностей кожного органу тіла і кожної системи органів людини в порівнянні з іншими хребетними тваринами, головним чином ссавцями і найбільшою мірою з приматами. В результаті цих досліджень з'ясовуються родинні зв'язки людини з іншими істотами і її місце в тваринному світі. Палеоантропологія вивчає кісткові залишки копалин людей і близьких родичів людини — вищих приматів. Порівняльна анатомія і палеоантропологія, а також ембріологія служать з'ясуванню проблеми походження людини і її еволюції, внаслідок чого вони входять в вчення про антропогенез яке, тісно пов'язане з філософією, а також з археологією палеоліту, геологією плейстоцену, фізіологією вищої нервової діяльності людини і приматів, психологією, зоопсихологією та ін.
Морфологія людини розглядає такі питання, як місце людини в системі тваринного світу, ставлення її як зоологічного виду до інших приматів, відновлення того шляху, по якому йшов розвиток вищих приматів, дослідження ролі праці в походженні людини, виділення стадій в процесі людської еволюції, вивчення умов і причин становлення людини сучасного типу.